# داریوش دوم
داریوش دوم (پارسی باستان: 𐎭𐎠𐎼𐎹𐎺𐎢𐏁 ت.ت. 'دارَیَوَئوش') نهمین شاهنشاه هخامنشی از ۴۲۳ تا ۴۰۴ پیش از میلاد بود.
داریوش، نام سلطنتی این پادشاه بود. نام او در منابع کلاسیک «اُخس» گزارش شده است. پدرش اردشیر یکم و مادرش یک زن بابلی به نام کسمارتیدن بود. و همسرش درواقع خواهر ناتنی او بود. به گفته کتزیاس، داریوش دوم پس از سلطنت کوتاه مدت دو تن از برادران ناتنی خود، خشایارشا دوم و سغدیانه بر تخت نشست؛ اما در اسناد تجاری بابلی از این پادشاهان نامی برده نشده و داریوش دوم مستقیماً جانشین اردشیر یکم نامیده می‌شود. آثار بومی برای دوران سلطنت داریوش دوم بسیار کمیاب است و تمام کتیبه‌های او به فعالیت‌های ساختمانی وی اشاره دارند. داریوش دوم در سال ۴۰۴ پ. م در بابل درگذشت و در نقش رستم به خاک سپرده شد، او واپسین پادشاه هخامنشی بود که در نقش رستم به خاک سپرده شد. داریوش دوم در تاریخ سنتی ایران با کی‌داراب کیانی همسان دانسته می‌شود.

## منبع‌شناسی برای زندگانی داریوش دوم
به دلیل تکیه بر اسناد یونانی، به خصوص کتسیاس و فقدان واقعی اسناد خاورنزدیک، نگاه به دوران حکومت داریوش دوم را یکطرفه و جانبدارانه کرده است.

## نام و خانواده
نام فارسی باستان داریوش، وئوکه (*Vauka) یا وَهوش (*Va(h)uš) است. نام اصلی او در منابع کلاسیک (یونانی) اُخُس (بابلی: Ú-ma-kušor Ú-ma-su) است. پدر او اردشیر یکم و مادر او یک بانوی بابلی است. از اینرو منابع بابلی او را یک حرامزاده (یونانی: nóthos) مطرح کردند؛ گرچه این صفت، بعدها آورده شد.

## جانشینی
اردشیر یکم بین دسامبر ۴۲۴ پ. م؛ و فوریه ۴۲۳ پ.م. درگذشت. در همان روز هم، همسرش داماسپیا درگذشت. هر دو شان در نقش رستم دفن شدند. خبر مرگ این دو به کندی در سراسر امپراتوری پخش شد. برای مثال، در ناحیه نیپور بابل، کاتبان تا مدتی بعد از مرگ اردشیر یکم، در اسناد، هنوز به نام حکومت او تاریخ می‌زدند.
داریوش ساتراپ هیرکانیا بود. بنابر گفته کتسیاس، داریوش دوم بعد حکمرانی دو برادر ناتنی خود، خشایارشا دوم (۴۲۴–۴۲۵ پ. م) و سغدیانوس (یا سکیندیانوس؛ ۴۲۴ پ. م)، بر تخت پادشاهی نشست. با این وجود، در اسناد کتیبه‌ای بازرگانی بابلی، از این پادشاهان نامی آورده نشده است و داریوش دوم، بی‌درنگ جانشین اردشیر یکم شد.

## شرح حال
نخستین همسر داریوش پروشات یا «پریزاتس» یا «پریزاد»، به روایتی خواهر ناتنی وی بود و این دو صاحب دو پسر به نام‌های اردشیر دوم و کوروش جوان بودند که بعد از داریوش پسرش اردشیر دوم به شاهی رسید. پریزاتس همچنین یک دختر به نام «آمستریس» داشت. قدرت واقعی در زمان او، از آن پریزاتس ملکهٔ داریوش بود.
از سوی دیگر او پدر اوستانوس پدر آرشام پدر داریوش سوم (دارا) بوده است، و بنابراین داریوش سوم نسبش با سه نسل فاصله به داریوش دوم می‌رسد، و به‌همین جهت در تاریخ سنتی، داراب را پدر دارا (نام داریوش سوم در شاهنامه فردوسی) دانسته‌اند.

## وقایع دوران پادشاهی داریوش دوم

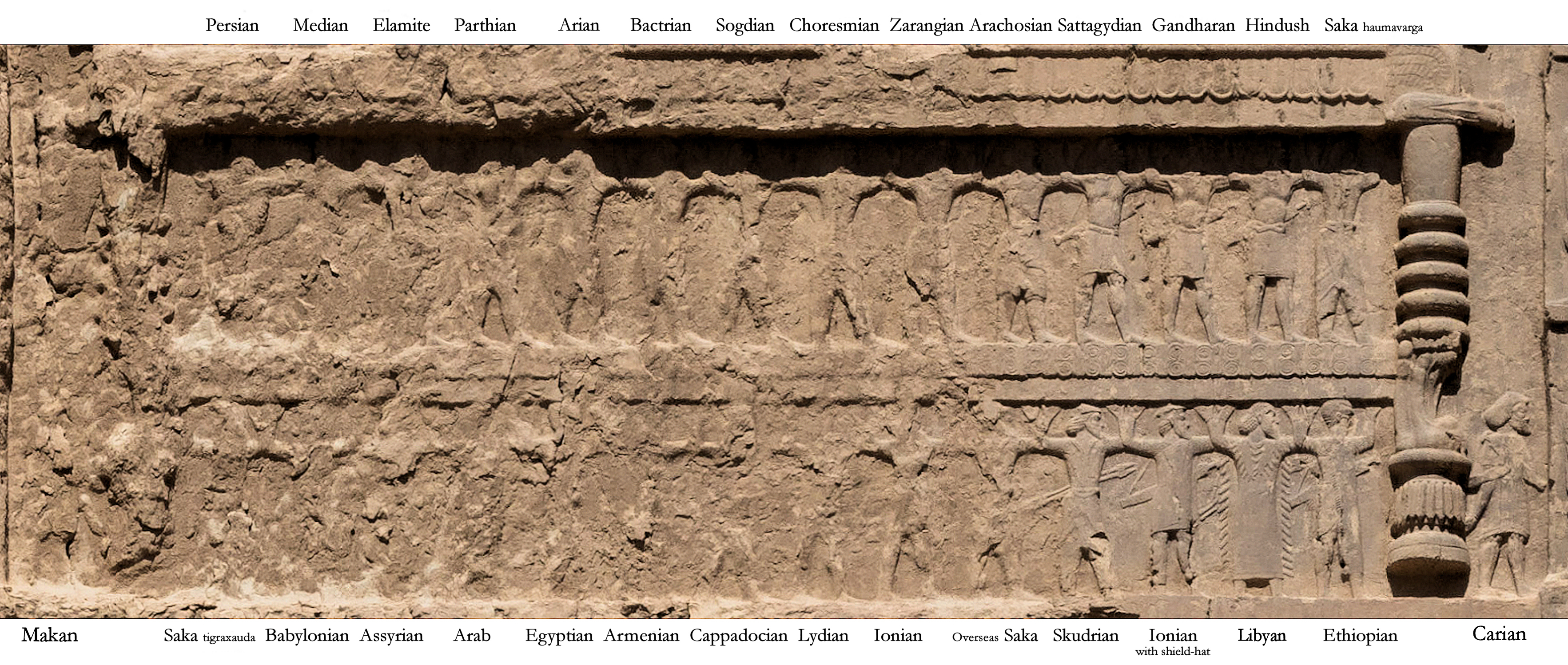
نگاره تخت بران بر فراز آرامگاه داریوش دوم

با جلوس داریوش دوم انحطاط خاندان هخامنشی که منازعات داخلی، برادرکشی، و تسلیم به توطئه‌های حرم نشانه‌اش بود به‌طور بارزی امپراتوری هخامنشی را به سوی ورطهٔ نابودی کشانید. کتزیاس طبیب و مؤرخ یونانی در همین زمان در دربار هخامنشی خدمت می‌کرده است.

### سیاست داریوش دوم در قبال یونان
در آسیای صغیر و یونان آنچه بیش از یک سپاه واقعی برای ایران کار می‌کرد، طلا بود. در این هنگام جنگ معروف به جنگ پلوپونز بین آتن و اسپارت به اوج خود رسیده بود. داریوش دوم می‌دانست که از طلاهای خویش چگونه باید همچون یک حربهٔ سیاسی استفاده کند و حفظ نوعی موازنه بین حریفان جنگ و به درازا کشاندن این جنگ را تا جایی که هیچ طرف غالب یا مغلوب نشود، سیاست خود قرار داد.
داریوش دوم به دولت اسپارت که علیه دولت آتن می‌جنگید، کمک‌های شایانی نمود و در اثر همین منازعات و اشتغال حریفان در جنگ پلوپونز بود که یونانیان آسیای صغیر و برخی از جزایر یونانی‌نشین که از زمان صلح کالیاس مستقل شده بودند، دوباره فرمانبردار ایران گردیدند. این پیروزی‌های به اصطلاح دیپلماتیک این عیب را هم داشت که سپاه ایران را بیکار می‌گذاشت و تجربه نشان می‌دهد که در تاریخ امپراتوری‌های بزرگ، وقتی ارتش یکچند بیمصرف بماند، مانند تیغی در غلاف مانده، زنگ می‌زند و طولی نکشید که داریوش سوم، در زمان حملهٔ اسکندر تلخی این واقعیت را چشید.
جنگ پلوپونزوس بین آتن و اسپارت، ۲۶ سال ادامه داشت و بالاخره در سال ۴۰۴ پیش از میلاد خاتمه یافت.

### استقلال مصر از ایران
در زمان داریوش دوم در سال ۴۱۱ پیش از میلاد، مصر به بهانهٔ جانبداری ساتراپ مصر، از یهودیان مصر، اعلام شورش کرد. مصری‌ها با وجود اختلاف داخلی و عدم قدرت و مهارت نظامی، این بار توانستند، سرزمین خود را تا نزدیک به شصت سال بعد از تصرف ایران بیرون آورند. مصر دوباره در زمان اردشیر سوم به تصرف ایران درآمد.

## مرگ و جانشینی

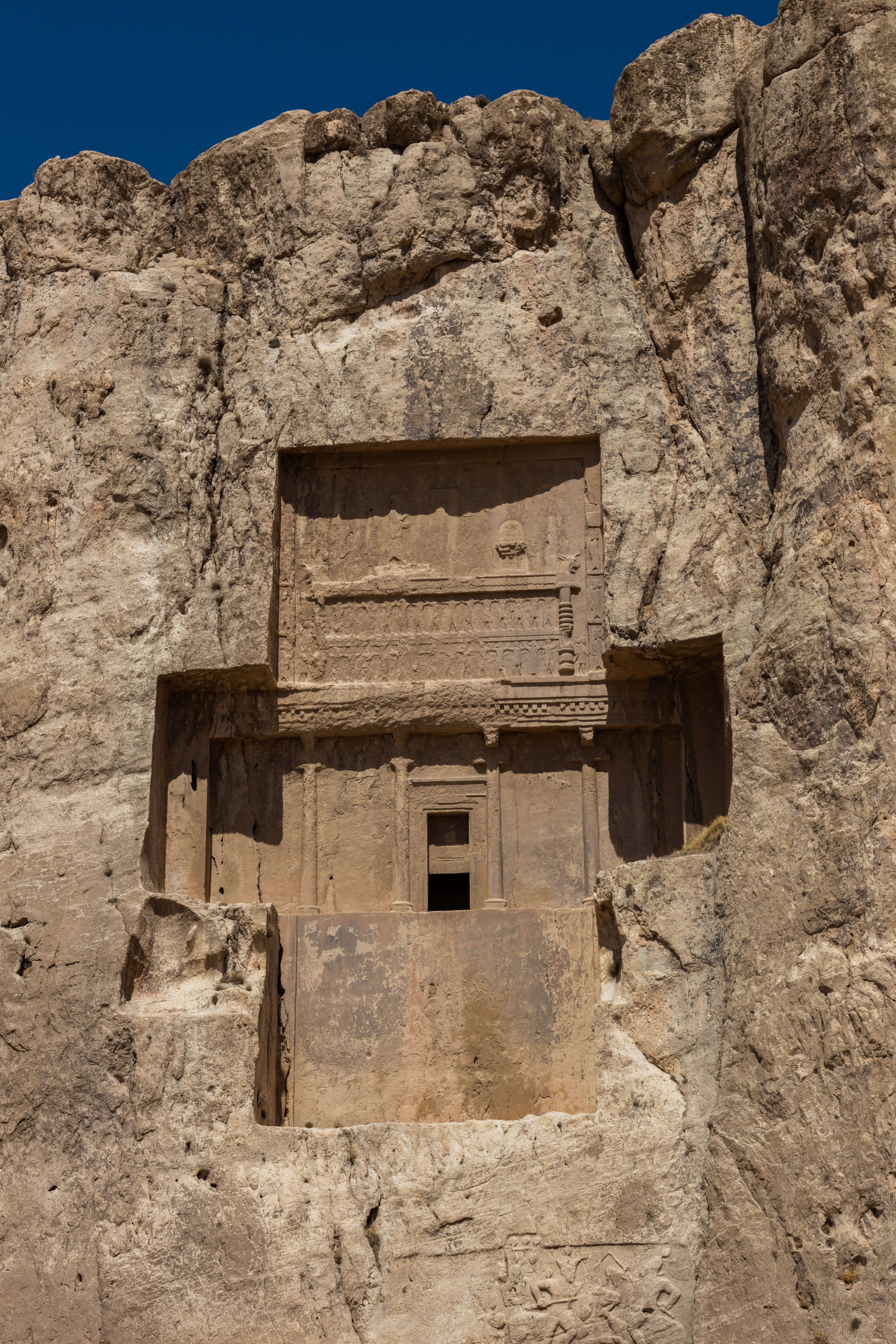
آرامگاه داریوش دوم در نقش رستم

داریوش دوم هخامنشی در سال ۴۰۴ پیش از میلاد در بابل درگذشت. (آرامگاه او در نقش رستم واقع گردیده) پَریساتیس (Parysatis) جانشین او شد که بعدها از پسر جوانترش، کوروش کوچک برای جانشینی در مقابل برادر تنی خود، اردشیر دوم (حکومت ۴۰۵–۳۵۹)، حمایت کرد که گزارش آن توسط گزنفون در کتاب اول آناباسیس داده شده است. اسناد ایرانی برای حکمرانی داریوش دوم کمیاب است. تمام کتیبه‌ها به فعالیت‌های ساختمان‌سازی اشاره دارند.

## سازندگی
او در شوش و نقش رستم (یکی از ۳ نیایشگاه‌های بدون سنگ‌نوشته که به او منسوب است) ساختمان‌هایی را ساخته بود. او واپسین پادشاه هخامنشی است که در نقش رستم خاکسپاری شده است.